# Presidenza di Theodore Roosevelt
La presidenza di Theodore Roosevelt iniziò il 14 settembre 1901, quando Theodore Roosevelt divenne il ventiseiesimo presidente degli Stati Uniti dopo l'assassinio del presidente William McKinley, e terminò il 4 marzo 1909. Roosevelt era stato vicepresidente degli Stati Uniti per soli 194 giorni quando arrivò alla presidenza. Repubblicano, si candidò a un secondo mandato e vinse in modo travolgente le elezioni del 1904. Gli successe il suo protetto e prescelto, William Howard Taft.
Riformatore progressista, Roosevelt si guadagnò la reputazione di "abbatti cartelli" grazie alle sue riforme legislative e alle azioni penali antitrust. La sua presidenza vide l'approvazione della legge Pure Food and Drug Act sull'alimentazione e sui farmaci, che istituì la Food and Drug Administration per regolamentare la sicurezza alimentare, e la legge Hepburn, che attribuì più poteri alla Commissione per il commercio interstatale. Roosevelt si premurò, tuttavia, di dimostrare di non essere in disaccordo con le grandi aziende e con il capitalismo in linea di principio, ma solo con le pratiche monopolistiche. Il suo "Square Deal" ("patto leale") includeva la regolamentazione delle tariffe ferroviarie, dei cibi e dei farmaci; lo vedeva come un patto equo sia per il cittadino medio che per gli affari. Vicino sia agli imprenditori sia ai lavoratori, Roosevelt evitò i conflitti sindacali, in particolare negoziando un accordo per porre fine al grande sciopero del carbone del 1902. Promosse con vigore il movimento per la tutela ambientale, sottolineando l'importanza dell'uso efficiente delle risorse naturali. Ampliò notevolmente il sistema dei parchi nazionali e delle foreste nazionali. Dopo il 1906, la sua politica si spostò a sinistra, attaccando le grandi imprese, proponendo uno stato sociale e sostenendo i sindacati.
In politica estera, Roosevelt cercò di affermare la dottrina Monroe e di stabilire gli Stati Uniti come una forte potenza navale; si incaricò della costruzione del Canale di Panama, che facilitò notevolmente l'accesso al Pacifico e aumentò le opportunità commerciali, diventando strategicamente importante. Ereditò l'impero coloniale acquisito nella guerra ispano-americana (1898). Mise fine al governo militare degli Stati Uniti a Cuba e si impegnò per un'occupazione a lungo termine delle Filippine. Gran parte della sua politica estera si concentrò sulle minacce rappresentate dal Giappone nel Pacifico e dalla Germania nel Mar dei Caraibi. Cercando di ridurre al minimo il potere europeo in America Latina, mediò nella crisi venezuelana ed enunciò il cosiddetto corollario Roosevelt, che diceva sostanzialmente "comportamenti cronici sbagliati nel continente americano richiedono l'intervento di polizia internazionale da parte di una nazione civilizzata". Roosevelt fu mediatore anche nella guerra russo-giapponese (1904-1905), motivo per cui vinse il premio Nobel per la pace nel 1906. Perseguì relazioni più strette con il Regno Unito. Il biografo William Harbaugh sostiene:
In politica estera, l'eredità di Theodore Roosevelt è il sostegno giudizioso dell'interesse nazionale e la promozione della stabilità mondiale attraverso il mantenimento di un equilibrio tra le potenze; creazione o rafforzamento di agenzie internazionali e ricorrere al loro utilizzo quando possibile; e l'implicita determinazione a usare la forza militare, se possibile, per promuovere i legittimi interessi nazionali. Negli affari interni, è l'uso del governo per promuovere l'interesse pubblico. "Se in questo nuovo continente", ha detto, "costruiamo semplicemente un altro paese di grande prosperità materiale ma ripartita in modo iniquo, non avremo fatto nulla".
Lo storico Thomas Bailey, che generalmente era in disaccordo con le politiche di Roosevelt, concluse tuttavia: "Roosevelt era una grande personalità, un grande attivista, un grande predicatore della morale, un grande polemista, un grande uomo di spettacolo. Dominò la sua epoca come dominava le conversazioni (...) le masse lo adoravano; si dimostrò un grande idolo popolare e un grande raccoglitore di voti." Il suo volto è ritratto accanto a quelli di George Washington, Thomas Jefferson e Abraham Lincoln sul Monte Rushmore. Sebbene Roosevelt sia stato criticato da alcuni per la sua posizione imperialista, è spesso classificato dagli storici tra i primi cinque più grandi presidenti degli Stati Uniti di tutti i tempi.

## Arrivo alla presidenza

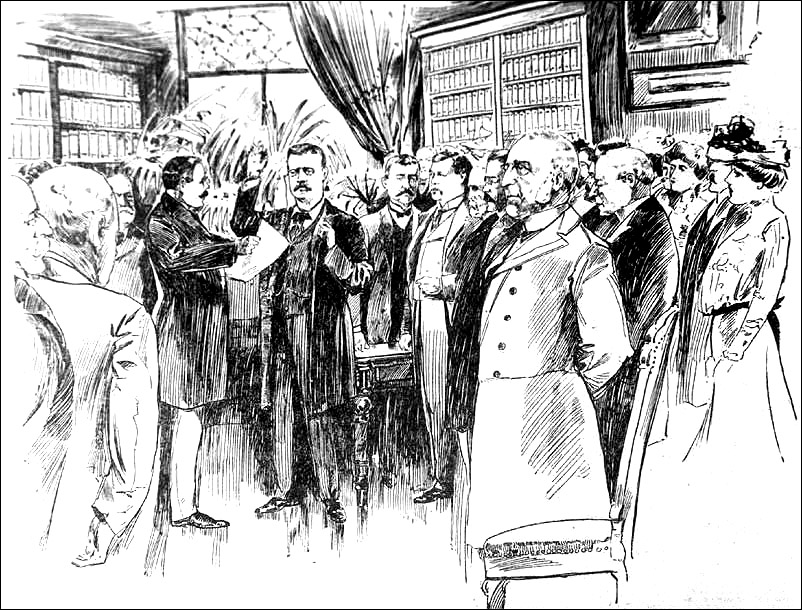
Inaugurazione di Roosevelt

Roosevelt era stato assistente segretario della marina e governatore di New York prima di diventare vicepresidente di William McKinley con cui vinse le elezioni presidenziali del 1900. Roosevelt divenne presidente in seguito all'assassinio di McKinley da parte dell'anarchico Leon Czolgosz a Buffalo; Czolgosz sparò a McKinley il 6 settembre 1901 e McKinley morì il 14 settembre. Roosevelt prestò giuramento il giorno della morte di McKinley all'Ansley Wilcox House di Buffalo. John R. Hazel, giudice distrettuale degli Stati Uniti per il distretto occidentale di New York, presiedette alla cerimonia del giuramento. Roosevelt non aveva ancora compiuto 43 anni, e divenne il presidente più giovane nella storia degli Stati Uniti, primato che detiene ancora.
Alla domanda se fosse pronto a prestare giuramento, Roosevelt rispose:
Roosevelt avrebbe in seguito affermato di essere entrato in carica senza particolari obiettivi di politica interna. Aderì alla maggior parte delle posizioni repubblicane sulle questioni economiche, con la parziale eccezione dei dazi protezionisti. Roosevelt aveva opinioni più marcate in politica estera, poiché voleva che gli Stati Uniti si affermassero come una grande potenza nelle relazioni internazionali.

## Amministrazione

### Ministri

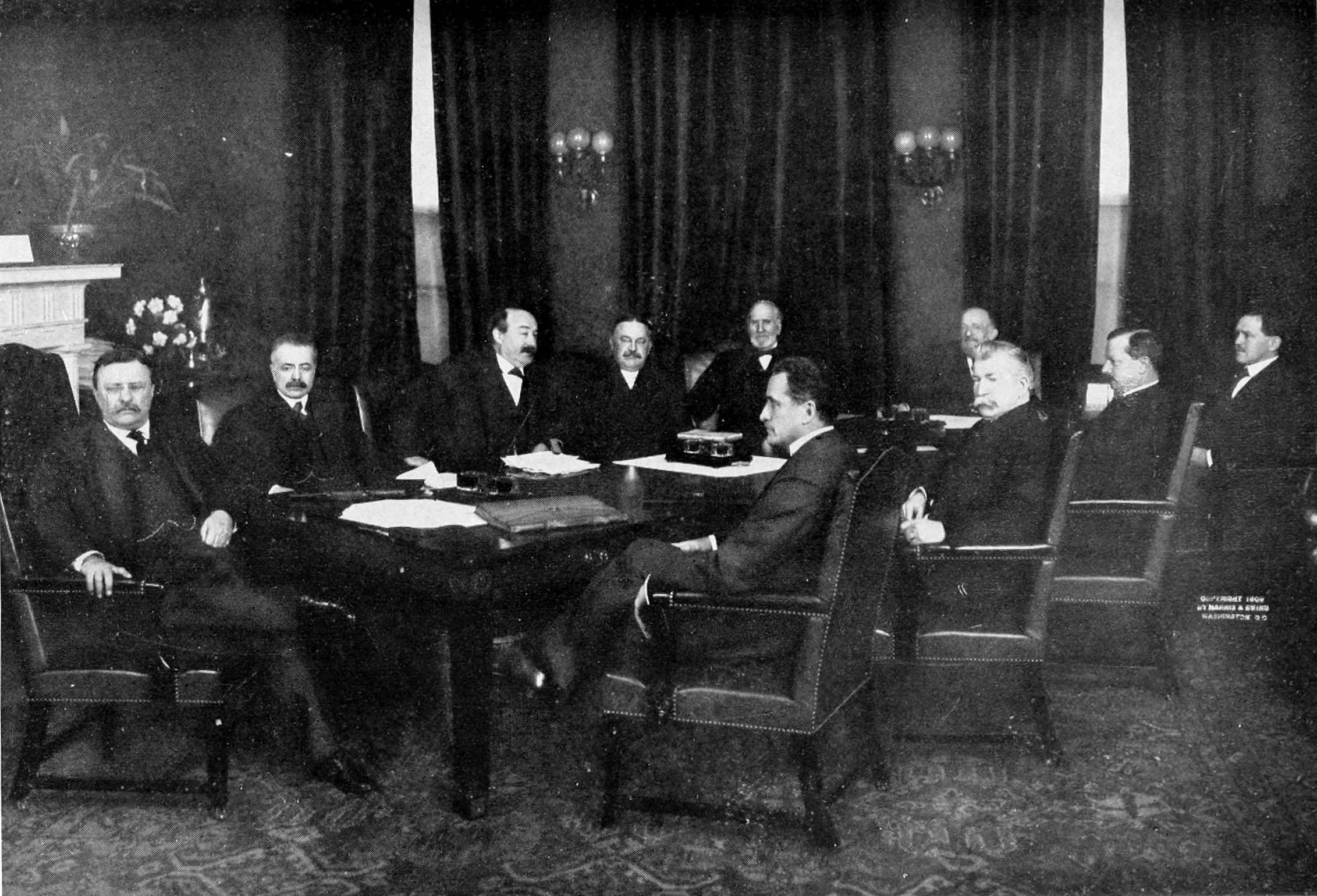
Il governo di Roosevelt nel suo ultimo giorno in carica, 1909.
All'estrema sinistra: Roosevelt. Da sinistra a destra, dietro al tavolo: George B. Cortelyou, Charles Joseph Bonaparte, Robert Bacon, James Wilson, Truman Handy Newberry.
Da sinistra a destra davanti al tavolo: Oscar S. Straus, Luke Edward Wright, George von Lengerke Meyer, James Rudolph Garfield

Ansioso di assicurare una transizione morbida, Roosevelt convinse i ministri di McKinley, in particolare il segretario di Stato John Hay e il segretario del Tesoro Lyman J. Gage, a rimanere in carica dopo la morte di McKinley. Un altro ministro di McKinley, il segretario alla Guerra Elihu Root, era stato un confidente di Roosevelt per anni, e continuò a essere uno stretto alleato del presidente Roosevelt. Il procuratore generale Philander C. Knox, che McKinley aveva nominato all'inizio del 1901, emerse come uno degli uomini forti dell'amministrazione Roosevelt. Il segretario personale di McKinley, George B. Cortelyou, rimase al suo posto sotto Roosevelt. Quando il Congresso iniziò la sua sessione nel dicembre 1901, Roosevelt sostituì Gage con L. M. Shaw e nominò Henry C. Payne come direttore generale delle Poste, guadagnandosi l'approvazione dei potenti senatori William B. Allison e John Coit Spooner. Sostituì anche il segretario della Marina John D. Long (che era stato il superiore di Roosevelt tra il 1897 e il 1898, quando questo era vice segretario alla Marina), con il deputato William H. Moody. Nel 1903 Roosevelt nominò Cortelyou come primo capo del dipartimento del Commercio e del Lavoro, e William Loeb Jr. divenne il segretario di Roosevelt.
Root tornò nel settore privato nel 1904 e fu sostituito da William Howard Taft, che in precedenza era stato governatore generale delle Filippine. Knox accettò la nomina al Senato nel 1904 e fu sostituito da William Moody, a cui successe come procuratore generale Charles Joseph Bonaparte nel 1906. Dopo la morte di Hay nel 1905 Roosevelt convinse Root a tornare al governo come segretario di stato, e Root rimase in carica fino agli ultimi giorni del mandato di Roosevelt. Nel 1907 Roosevelt sostituì Shaw con Cortelyou, mentre James R. Garfield divenne il nuovo segretario degli interni.

### Conferenze stampa
Basandosi sull'uso efficace della stampa da parte di McKinley, Roosevelt rese la Casa Bianca il centro delle notizie ogni giorno, fornendo interviste e prestandosi per fotografie. Notando un giorno i giornalisti della Casa Bianca raggruppati all'aperto sotto la pioggia, concesse loro una stanza all'interno, inventando di fatto la conferenza stampa presidenziale. La stampa, riconoscente e con un accesso senza precedenti alla Casa Bianca, ricambiò Roosevelt con un'ampia copertura, resa ancora più agevole dalla pratica di Roosevelt di escludere i giornalisti che non gli piacevano.

## Nomine giudiziarie
Roosevelt nominò tre giudici associati della Corte Suprema. La prima nomina di Roosevelt, Oliver Wendell Holmes, Jr. era stato giudice capo della Corte Suprema del Massachusetts dal 1899 e si era guadagnato notorietà negli ambienti giudiziari per la sua visione disincantata della morale e per la sua deferenza verso i politici eletti. Confermato nel dicembre 1902, Holmes prestò servizio alla Corte Suprema fino al 1932. La seconda nomina di Roosevelt, l'ex segretario di Stato William R. Day, divenne un giudice sul cui voto il presidente poteva contare nei processi contro i cartelli intentati da Roosevelt, e rimase in tribunale dal 1903 al 1922. Nel 1906, dopo aver pensato al giudice d'appello democratico Horace Harmon Lurton per un posto vacante alla Corte Suprema, Roosevelt nominò invece il procuratore generale William Moody. Moody fu giudice fino a quando i problemi di salute lo costrinsero a ritirarsi nel 1910.
Roosevelt nominò anche altri 71 giudici federali: 18 nelle Corti d'appello degli Stati Uniti e 53 nei tribunali distrettuali degli Stati Uniti.

## Politica interna

### Progressismo
Determinato a instaurare quello che definì uno "Square Deal", un "patto leale", tra gli imprenditori e i lavoratori, Roosevelt spinse per l'adozione di diverse norme progressiste da parte del Congresso. Il "Progressismo" era una delle più potenti correnti politiche dell'epoca, e Roosevelt ne era il portavoce principale. Il Progressismo era duale; da una parte promuoveva la scienza, l'ingegneria, la tecnologia e le scienze sociali per risolvere i problemi della nazione e per trovare i mezzi per eliminare gli scarti e l'inefficienza e favorire la modernizzazione. I fautori del progressismo inoltre denunciavano la degenerazione degli apparati elettorali, dei sindacati e dei cartelli delle nuove, grandi aziende emerse a cavallo del 1900. Lo storico G. Warren Chessman descrisse le priorità e le caratteristiche di Roosevelt come presidente:

### Regolamentazione e lotta ai cartelli
Alla fine del diciannovesimo secolo, diverse grandi aziende, tra cui la Standard Oil, avevano acquistato i loro concorrenti oppure avevano stabilito accordi commerciali che avevano in pratica annullato la concorrenza. Molte aziende seguirono l'esempio della Standard Oil, che era organizzata come una conglomerata (trust) in cui diverse società componenti erano controllate da un solo consiglio di amministrazione. Il Congresso aveva approvato la legge Sherman antitrust nel 1890 per introdurre una regolamentazione federale delle conglomerate, ma la Corte Suprema aveva limitato l'efficacia della legge nel caso Stati Uniti contro E. C. Knight Co. Nel 1902 le 100 maggiori società controllavano il 40% del capitale industriale negli Stati Uniti. Roosevelt non si oppose a tutte le conglomerate, ma cercò di regolamentare quelle che riteneva danneggiassero il pubblico, che etichettò come "cattive".

#### Primo mandato
Al momento del suo insediamento, Roosevelt propose una regolamentazione federale dei trust. Poiché i singoli Stati non avevano impedito la crescita di quelli che considerava dannosi, Roosevelt sostenne la creazione di un dipartimento apposito per regolamentare le società la cui attività era interstatale. Fu anche favorevole alla modifica della legge del 1887 che regolava il commercio interstatale, che non era riuscita ad evitare la concentrazione delle società ferroviarie. Nel febbraio 1902 il dipartimento di Giustizia annunciò che avrebbe intentato una causa contro la Northern Securities Company, una holding ferroviaria fondata nel 1901 da J.P. Morgan, James J. Hill e E.H. Harriman. Poiché al dipartimento di Giustizia mancava una divisione antitrust, il procuratore generale Knox, un ex avvocato d'affari, condusse personalmente la causa. Mentre il caso stava procedendo in tribunale, Knox intentò un'altra causa contro il trust della carne di manzo, che era diventato impopolare a causa dell'aumento dei prezzi della carne. Aggiungendosi alle sue dichiarazioni precedenti, le cause segnalavano la determinazione di Roosevelt a rafforzare la regolamentazione federale delle conglomerate.
Dopo le elezioni del 1902, Roosevelt chiese il divieto degli sconti ferroviari alle grandi imprese industriali e la creazione di un'agenzia, il Bureau of Corporations, per studiare e riferire sulle pratiche monopolistiche. Per far approvare dal Congresso il suo pacchetto antitrust, Roosevelt fece appello direttamente al popolo, presentando la legge come un colpo contro il dannoso strapotere della Standard Oil. La campagna di Roosevelt si rivelò vincente e ottenne l'approvazione da parte del Congresso della creazione del dipartimento del Commercio e del Lavoro, che includeva il Bureau of Corporations. Il Bureau of Corporations fu pensato per sorvegliare e segnalare le pratiche contrarie alla concorrenza; Roosevelt riteneva che le grandi aziende sarebbero state meno propense a iniziare tali pratiche se queste fossero state rese note al grande pubblico. Su richiesta di Knox, il Congresso approvò anche la creazione di una divisione antitrust del dipartimento di Giustizia. Roosevelt conseguì anche l'approvazione della legge Elkins, che limitava la concessione di sconti ferroviari.
Nel marzo 1904 la Corte Suprema emise un verdetto favorevole al governo nella causa Northern Securities Co. contro Stati Uniti. Secondo lo storico Michael McGerr, la causa fu il primo processo vittorioso intentato dal governo federale contro una "singola conglomerata interstatale strettamente integrata". L'anno successivo l'amministrazione ottenne un'altra importante vittoria nella causa Swift and Company contro Stati Uniti, che dissolse il "Beef Trust". Le prove al processo dimostrarono che, prima del 1902, le sei più grandi società di trasformazione della carne si erano accordate stabilmente per fissare i prezzi e dividere il mercato del bestiame e della carne, perseguendo prezzi più alti e maggiori profitti. Boicottavano i concorrenti che non erano d'accordo, falsavano le aste e accettavano sconti dalle ferrovie. Dopo essere stati colpite da provvedimenti federali nel 1902, le sei società si erano fuse insieme, continuando così a controllare il mercato. Leggendo la sentenza a nome della Corte unanime, il giudice Oliver Wendell Holmes Jr. convenne che per commercio interstatale si doveva anche intendere una catena di azioni se la catena era chiaramente a carattere interstatale. In questo caso, la catena andava dalla fattoria al negozio al dettaglio e attraversava molti confini di stato.

#### Secondo mandato
Dopo la sua elezione, Roosevelt cercò di attuare rapidamente una serie di leggi audaci, concentrandosi in particolare sulle norme che avrebbero dato una struttura agli sforzi di regolamentazione del suo primo mandato. Roosevelt si era convinto che fosse necessaria una legge che regolamentasse ulteriormente a livello federale il commercio interstatale, poiché i singoli Stati non erano in grado di regolamentare i grandi conglomerati che operavano in più Stati e il ministero della Giustizia non era in grado di controllare adeguatamente le pratiche monopolistiche solo usando le cause giudiziarie. Roosevelt poteva contare su un certo consenso popolare riguardo al miglioramento della legge Elkins, che aveva fatto relativamente poco per limitare la concessione di sconti ferroviari. Roosevelt cercò anche di rafforzare i poteri della Commissione del commercio interstatale (ICC), che era stata creata nel 1887 per regolamentare le ferrovie. L'appello di Roosevelt per una legge che aumentasse le regole, reso pubblico nel suo messaggio del 1905 al Congresso, incontrò una forte opposizione da parte degli imprenditori e dei parlamentari conservatori.
Quando il Congresso si riunì di nuovo alla fine del 1905, Roosevelt chiese al senatore Jonathan P. Dolliver dell'Iowa di proporre un disegno di legge che incorporasse le sue proposte di regolamentazione delle ferrovie, e si mise a creare un movimento di opinione favorevole, sia nella popolazione sia al Congresso. Il disegno di legge fu presentato anche alla Camera, dove divenne noto come Hepburn Bill, dal nome del deputato William Peters Hepburn. Il disegno di legge fu approvato dalla Camera con relativa facilità, ma il Senato, dominato da repubblicani conservatori come Nelson Aldrich, costituiva un ostacolo più grande. Cercando di sconfiggere gli sforzi di riforma, Aldrich fece in modo che il percorso del disegno di legge fosse responsabilità del democratico Benjamin Tillman, un senatore del Sud che Roosevelt disprezzava. Poiché la regolamentazione delle ferrovie era molto popolare, gli oppositori della proposta Hepburn si concentrarono sul ruolo dei tribunali nel riesame delle tariffe stabilite dalla Commissione del commercio intestatale. Roosevelt e progressisti volevano limitare il potere dei tribunali a questioni di correttezza procedurale, mentre i conservatori erano favorevoli a una "revisione ampia" che avrebbe consentito ai giudici di determinare se le tariffe stesse fossero giuste.
Roosevelt e Tillman non furono in grado di riunire una maggioranza bipartitica per un disegno di legge che limitava il potere dei tribunali, per cui Roosevelt accettò un emendamento, scritto dal senatore Allison, formulato in modo vago che consentiva ai tribunali di entrare nel merito delle tariffe stabilite dalla ICC. Con l'emendamento Allison, il Senato approvò il disegno di legge Hepburn con 71 voti contro 3. Dopo l'approvazione dello stesso testo da parte della Camer, Roosevelt promulgò la legge Hepburn il 29 giugno 1906. Oltre alla fissazione delle tariffe, la legge Hepburn concesse anche alla ICC il potere di regolamentazione sulle tariffe dei gasdotti, sui contratti di stoccaggio e molti altri aspetti delle operazioni ferroviarie. Sebbene alcuni conservatori credessero che l'emendamento Allison avesse concesso ampi poteri di revisione ai tribunali, una successiva sentenza della Corte Suprema ne fissò dei limiti piuttosto ristretti.
In risposta a forti preoccupazioni dell'opinione pubblica in materia di alimenti, anche dovute alla popolarità del romanzo di Upton Sinclair, La giungla, Roosevelt spinse il Congresso a emanare norme sulla sicurezza alimentare. L'opposizione a un disegno di legge per il controllo della carne fu più forte alla Camera, a causa del presidente conservatore della Camera Joseph Gurney Cannon e dei deputati alleati dell'industria del confezionamento della carne. Roosevelt e Cannon accettarono un disegno di legge di compromesso che divenne legge nel 1906. Il Congresso approvò contemporaneamente la legge sul cibo e sui farmaci, che ottenne larghe maggioranze sia alla Camera che al Senato. Insieme, le leggi prevedevano l'etichettatura di alimenti e farmaci e l'ispezione del bestiame e prescrivevano regole sanitarie negli stabilimenti di confezionamento della carne.
Cercando di rafforzare le normative antitrust, Roosevelt e i suoi alleati nel 1908 proposero un disegno di legge per migliorare la legge Sherman, ma non fu approvato dal Congresso. All'indomani di una serie di scandali che coinvolsero importanti compagnie di assicurazione, Roosevelt cercò di istituire un Ufficio nazionale delle assicurazioni, che garantisse una sorveglianza federale, ma anche questa proposta fu respinta. Roosevelt continuò a intraprendere cause giudiziarie antitrust nel suo secondo mandato, e una causa contro la Standard Oil nel 1906 ne avrebbe comportato lo scioglimento nel 1911. Oltre alle cause antitrust e ai grandi sforzi di riforma per via legislativa, l'amministrazione Roosevelt ottenne anche la collaborazione di molte grandi conglomerate, che accettarono la sorveglianza da parte del Bureau of Corporations. Tra le società che acconsentirono vi era la United States Steel, che evitò così una causa antitrust.

### Tutela ambientale

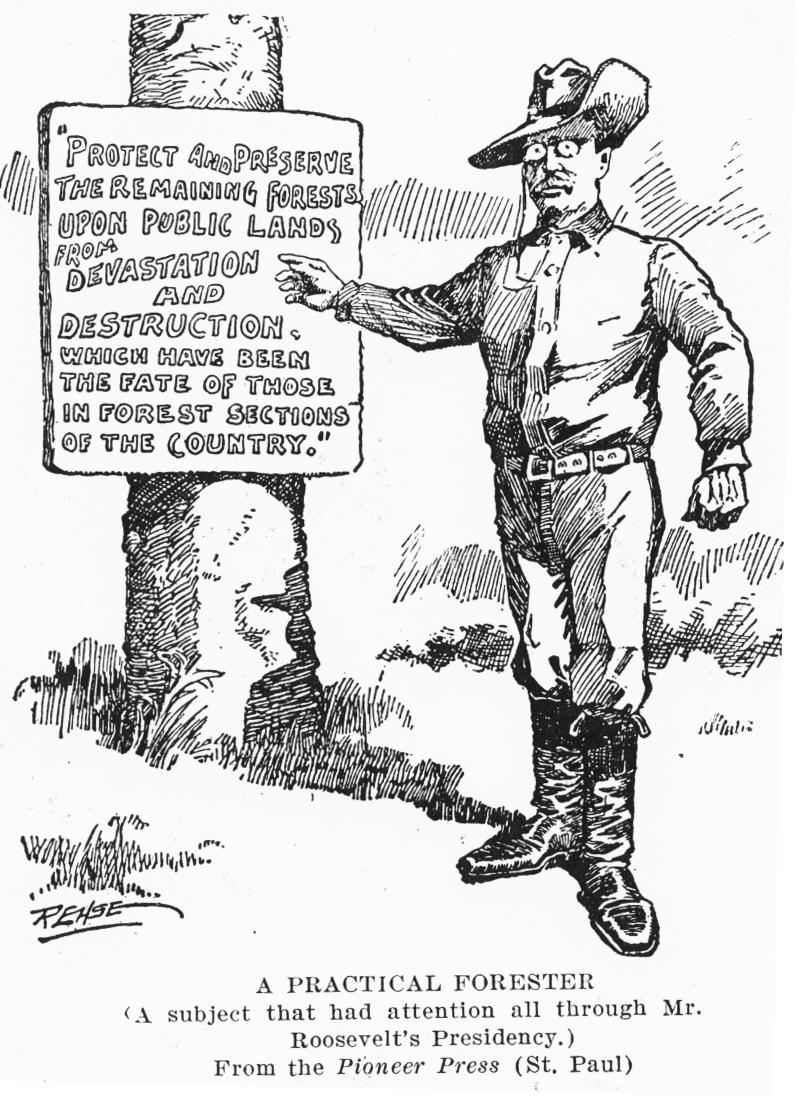
Una vignetta politica che descrive Roosevelt come "un pratico guardaboschi"

Roosevelt era un importante conservazionista, ponendo la questione in cima alle priorità nazionali. Gli sforzi di conservazione di Roosevelt erano diretti non solo alla protezione dell'ambiente, ma anche a garantire che le risorse naturali del paese beneficiassero alla società nel suo insieme. Il suo consigliere chiave per le questioni ambientali era Gifford Pinchot, il capo dell'Agenzia per le foreste. Roosevelt aumentò il potere di Pinchot sulle questioni ambientali trasferendo il controllo sulle foreste nazionali dal dipartimento degli Interni all'Agenzia per le foreste, che faceva parte del dipartimento dell'Agricoltura. L'agenzia di Pinchot fu ribattezzata Servizio forestale degli Stati Uniti e Pinchot supervisionò l'attuazione di politiche ambientaliste incisive nelle foreste nazionali.
Roosevelt incoraggiò l'approvazione della legge detta Newlands Reclamation del 1902, che promosse la costruzione federale di dighe per irrigare piccole fattorie e pose 230 milioni di acri (930.000 km2) sotto protezione federale. Nel 1906 il Congresso approvò una legge che attribuiva al presidente il potere di creare monumenti nazionali in terre federali. Roosevelt costituì più terre federali, parchi nazionali e aree protette di tutti i suoi predecessori messi insieme. Roosevelt istituì la Commissione per le vie navigabili interne per coordinare la costruzione di progetti idrici sia a fini di tutela ambientale sia di trasporto e nel 1908 organizzò la Conferenza dei governatori per stimolare il sostegno alla tutela ambientale. Tra l'altro, la Conferenza dei governatori fu la prima volta nella storia degli Stati Uniti che i governatori degli Stati si riunivano in gruppo. Dopo la conferenza, Roosevelt istituì la Commissione nazionale della tutela ambientale, responsabile di mantenere un inventario delle risorse naturali della nazione.
Le politiche di Roosevelt furono contrastate sia da attivisti ambientali come John Muir sia da oppositori della tutela ambientale come il senatore Henry M. Teller del Colorado. Mentre Muir, il fondatore del Sierra Club, voleva la natura preservata per amore della pura bellezza, Roosevelt era d'accordo con la formulazione di Pinchot, "lo scopo è che la foresta produca la maggior quantità di qualunque raccolto o servizio utile e che continui a produrlo di generazione in generazione, di uomini e alberi." Teller e altri oppositori della conservazione, d'altro canto, credevano che la conservazione avrebbe impedito lo sviluppo economico dell'Ovest e temevano la centralizzazione del potere a Washington. La reazione alle ambiziose politiche di Roosevelt frenò ulteriori sforzi di tutela ambientale negli ultimi anni della presidenza, e in seguito avrebbe contribuito alla controversia Pinchot-Ballinger durante l'amministrazione Taft.

### Rapporti con i lavoratori

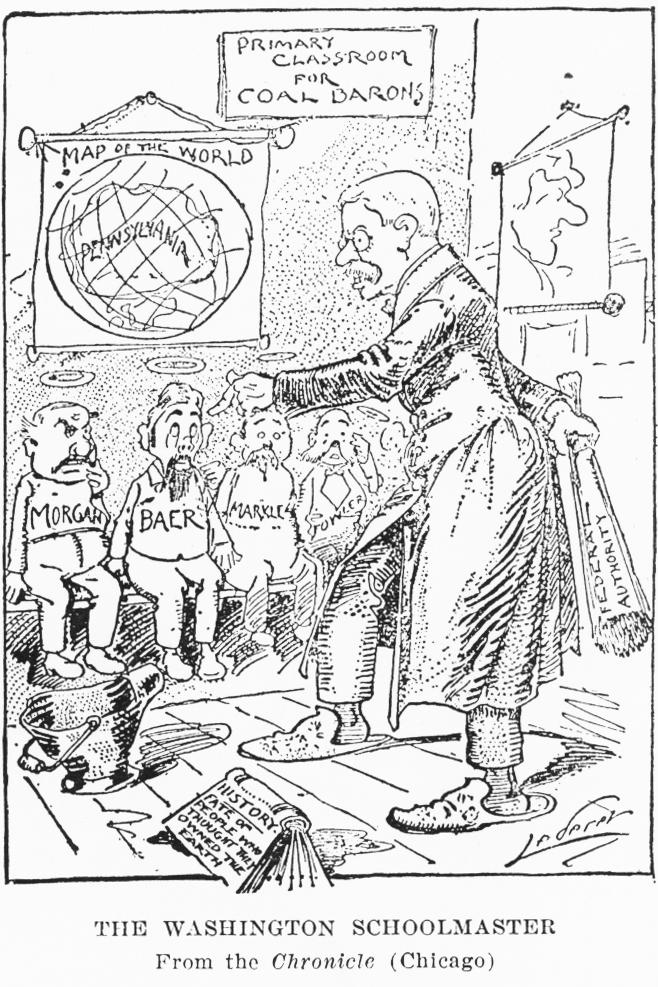
"Il maestro di scuola di Washington", una vignetta politica sullo sciopero del carbone del 1902, di Charles Lederer

Roosevelt era generalmente riluttante a farsi coinvolgere nelle lotte tra lavoratori e imprenditori, ma riteneva che l'intervento presidenziale fosse giustificato quando tali controversie minacciavano l'interesse pubblico. La percentuale di lavoratori iscritti a un sindacato era raddoppiata nei cinque anni precedenti l'accesso alla carica di Roosevelt, che dapprima vedeva i disordini sindacali come la più grande minaccia potenziale per la nazione. Tuttavia simpatizzava anche con molti lavoratori a causa delle dure condizioni che molti dovevano affrontare. Opponendosi alle riforme più estese proposte dai capi sindacali come Samuel Gompers dell'American Federation of Labor (AFL), Roosevelt operò per rendere l'appartenenza a un sindacato non necessaria per lavorare.
Nel 1899 il sindacato dei minatori, lo United Mine Workers (UMW), aveva ampliato la sua influenza dalle miniere di carbone bituminoso alle miniere di carbone antracite. Nel maggio 1902 l'UMW indisse uno sciopero del carbone antracite, chiedendo la giornata lavorativa di otto ore e aumenti salariali. Nella speranza di raggiungere una soluzione, negoziata con la mediazione della National Civic Federation di Mark Hanna, il presidente della UMW John Mitchell impedì ai minatori di carbone bituminoso di lanciare uno sciopero di solidarietà. I proprietari di miniere, che volevano sconfiggere l'UMW, si rifiutarono di negoziare e lo sciopero continuò. Nei mesi successivi, il prezzo del carbone aumentò da cinque dollari per tonnellata a oltre quindici dollari per tonnellata. Cercando di aiutare le due parti ad arrivare a una soluzione, nell'ottobre 1902 Roosevelt invitò alla Casa Bianca i leader dell'UMW e gli imprenditori minerari, ma gli imprenditori si rifiutarono di negoziare. Grazie agli sforzi di Roosevelt, Root e J.P. Morgan, le parti in causa acconsentirono alla costituzione di una commissione presidenziale che proponesse una soluzione allo sciopero. Nel marzo 1903 la commissione richiese aumenti salariali e una riduzione della giornata lavorativa da dieci a nove ore. Su insistenza dei proprietari delle miniere, all'UMW non fu attribuito nessun ruolo ufficiale come rappresentante dei minatori.
Roosevelt si astenne da importanti interventi nelle controversie di lavoro dopo il 1902, ma i tribunali statali e federali furono sempre più coinvolti, emettendo ingiunzioni per prevenire azioni sindacali. Le tensioni erano particolarmente alte in Colorado, dove la Federazione occidentale dei minatori guidò una serie di scioperi che divennero parte di una lotta nota come "guerre sindacali del Colorado". Roosevelt non intervenne in Colorado, ma il governatore James Hamilton Peabody inviò la Guardia nazionale del Colorado per reprimere gli scioperi. Nel 1905 capi sindacali radicali come Mary Harris Jones ed Eugene V. Debs fondarono il sindacato Industrial Workers of the World (IWW), che criticava la posizione moderata dell'AFL.

### Diritti civili
Sebbene Roosevelt cercò in qualche misura di migliorare le relazioni razziali, come la maggior parte dei leader dell'era progressista mancava di iniziativa sulla maggior parte delle questioni razziali. Booker T. Washington, la più importante personalità nera dell'epoca, fu il primo afroamericano ad essere invitato a cena alla Casa Bianca, cenando lì il 16 ottobre 1901. Washington, che durante gli anni 1890 era emerso come un importante consigliere dei politici repubblicani, era favorevole ad una convivenza con le leggi Jim Crow che istituivano la segregazione razziale. La notizia della cena arrivò alla stampa due giorni dopo e la protesta dell'opinione pubblica bianca fu così forte, specialmente negli Stati del Sud, che Roosevelt non ripeté mai l'esperimento. Nondimeno, Roosevelt continuò a consultare Washington riguardo alle nomine ed escluse i repubblicani "bianchi come il giglio", contrari alle nomine ai neri.
Dopo la cena con Washington, Roosevelt continuò a denunciare i linciaggi, ma fece poco per promuovere la causa dei diritti civili afroamericani. Nel 1906 approvò i congedi con disonore di tre compagnie di soldati neri che rifiutarono tutti il suo ordine diretto di testimoniare riguardo alle loro azioni durante un violento episodio a Brownsville, in Texas, noto come Brownsville Raid. Roosevelt fu molto criticato dai giornali contemporanei per i congedi, e il senatore Joseph B. Foraker ottenne l'approvazione di una risoluzione del Congresso che chiedeva al governo di consegnare tutti i documenti relativi al caso. La controversia rimase sospesa per il resto della sua presidenza, anche se il Senato alla fine concluse che i congedi erano giustificati.

### Panico del 1907
Nel 1907 Roosevelt affrontò la più grande crisi economica interna dal panico del 1893. Il mercato azionario statunitense entrò in crisi all'inizio del 1907 e molti nei mercati finanziari diedero la colpa del calo delle azioni alle politiche di regolamentazione di Roosevelt. In mancanza di un forte sistema bancario centrale, il governo non fu in grado di coordinare una risposta alla crisi. Questa raggiunse un vero e proprio panico nell'ottobre 1907, quando due investitori cercarono senza successo di impadronirsi della società United Copper. Lavorando con il Segretario del Tesoro Cortelyou, il finanziere J.P. Morgan sollecitò un gruppo di uomini d'affari ad impegnarsi per evitare un crollo, usando propri capitali. Roosevelt aiutò l'intervento di Morgan consentendo alla US Steel di acquisire la Tennessee Coal, Iron and Railroad Company nonostante le preoccupazioni antitrust e autorizzando Cortelyou a emettere obbligazioni e a finanziare con fondi federali le banche.
La reputazione di Roosevelt a Wall Street toccò nuovi minimi in seguito al panico, ma il presidente rimaneva molto popolare tra la gente comune. All'indomani del panico, la maggior parte dei leader del Congresso concordò sulla necessità di riformare il sistema finanziario della nazione. Con il sostegno di Roosevelt, il senatore Aldrich propose un disegno di legge per consentire alle banche nazionali di emettere valuta di emergenza, ma la sua proposta fu respinta dai democratici e dai repubblicani progressisti che credevano che fosse eccessivamente favorevole a Wall Street. Il Congresso invece approvò la legge Aldrich-Vreeland, che creò la Commissione monetaria nazionale per studiare il sistema bancario della nazione; le raccomandazioni della Commissione avrebbero poi costituito la base del Federal Reserve System.

### Dazi
Molti repubblicani consideravano i dazi come l'asse portante della loro politica economica all'indomani del panico del 1893. I dazi proteggevano la produzione interna dalla concorrenza straniera ed erano anche una delle principali fonti di finanziamento del governo, costituendo oltre un terzo del entrate federali nel 1901. McKinley era stato un protezionista convinto, e la legge Dingley del 1897 comportò un notevole aumento delle tariffe doganali. McKinley negoziò anche trattati bilaterali di reciprocità con Francia, Argentina e altri paesi nel tentativo di espandere il commercio estero pur mantenendo alti i dazi complessivi. A differenza di McKinley e di altri presidenti repubblicani del diciannovesimo secolo, Roosevelt non era mai stato un forte sostenitore del protezionismo, né poneva un'enfasi elevata sui dazi in generale. Quando Roosevelt entrò in carica, i trattati di reciprocità di McKinley erano in esame da parte del Senato, e molti presumevano che sarebbero stati ratificati nonostante l'opposizione di Aldrich e altri conservatori. Dopo aver conferito con Aldrich, Roosevelt decise di non spingere il Senato alla ratifica dei trattati al fine di evitare un conflitto all'interno del partito. Tuttavia, fece pressione con successo sul Congresso affinché ratificasse i trattati doganali reciproci con le Filippine e, superando l'opposizione degli imprenditori nazionali dello zucchero, con Cuba.
La questione dei dazi rimase in sospeso per tutto il primo mandato di Roosevelt, ma continuò ad essere un argomento importante della campagna elettorale per entrambi i partiti. I fautori della riduzione dei dazi chiesero a Roosevelt di convocare una sessione speciale del Congresso per affrontare la questione all'inizio del 1905, ma Roosevelt concesse soltanto di rendere una cauta dichiarazione che avallava un taglio dei dazi, e nessuna ulteriore azione fu intrapresa sull'argomento durante il mandato di Roosevelt. Nel primo decennio del XX secolo il paese visse un periodo di inflazione sostenuta per la prima volta dall'inizio degli anni 1870, e i Democratici e altri sostenitori del libero scambio attribuirono l'aumento dei prezzi gli alti dazi. La riduzione dei dazi divenne una questione nazionale sempre più importante e il Congresso avrebbe approvato un'importante legge sull'argomento nel 1909, poco dopo che Roosevelt lasciò l'incarico.

### Spostamento al centro-sinistra, 1907–1909

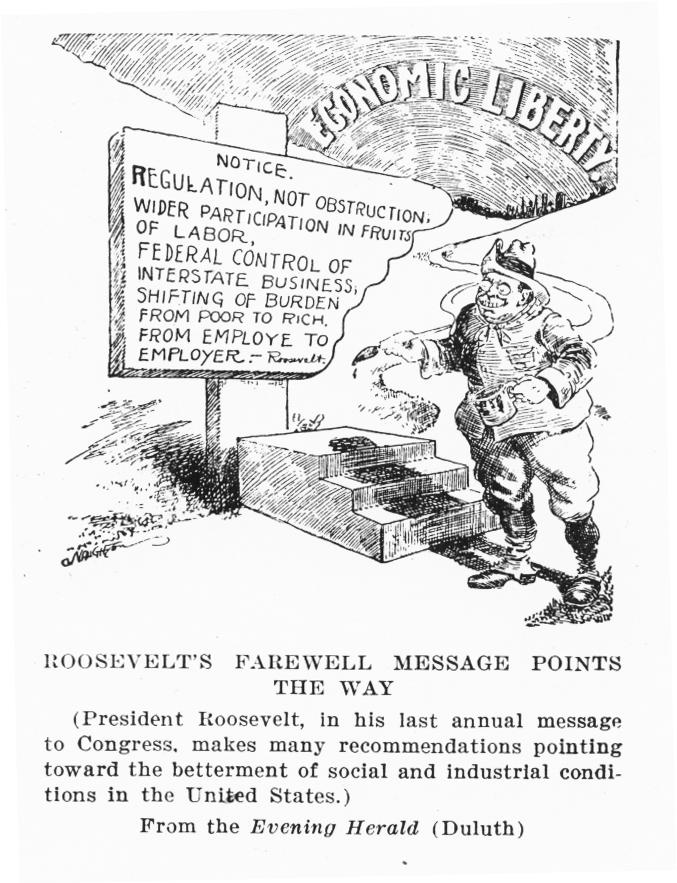
Durante i suoi ultimi giorni in carica, Roosevelt propose numerose riforme.

Nel 1907 Roosevelt si identificò con il "centro-sinistra" del Partito Repubblicano. Spiegò così la sua evoluzione:
Più volte nella mia carriera pubblica ho dovuto scontrarmi con lo spirito della folla, contro la tendenza delle persone povere, ignoranti e turbolente che provano una gelosia rancorosa e l'odio per coloro che stanno meglio. Ma negli ultimi anni sono stati i ricchi corruttori ad avere enorme fortuna ed enorme influenza attraverso i loro agenti nella stampa, sui pulpiti, nelle università e nella vita pubblica, con i quali ho dovuto fare una guerra aspra"
La crescente indignazione popolare per gli scandali coinvolgenti le grandi aziende, aiutati dal lavoro investigativo di giornalisti come Lincoln Steffens e Ida Tarbell, contribuì a una divisione nel Partito Repubblicano tra conservatori come Aldrich e progressisti come Albert B. Cummins e Robert M. La Follette. Roosevelt non si schierò completamente con l'ala sinistra del suo partito, ma adottò molte delle sue proposte.
Negli ultimi due anni in carica Roosevelt abbandonò il suo approccio cauto nei confronti delle grandi imprese, biasimando i suoi critici conservatori e chiedendo al Congresso di emanare una serie di nuove leggi radicali. Roosevelt cercò di sostituire il pensiero economico favorevole al laissez-faire con un nuovo modello economico che prevedesse un ruolo di regolamentazione più ampio per il governo federale. Credeva che gli imprenditori del XIX secolo avessero rischiato le loro fortune con innovazioni e nuove imprese e che questi capitalisti fossero stati giustamente ricompensati. Al contrario, credeva che i capitalisti del XX secolo rischiassero poco, ma ciononostante raccogliessero enormi e ingiuste ricompense economiche. Senza una ridistribuzione della ricchezza al di fuori della classe privilegiata, Roosevelt temeva che il paese sarebbe passato al radicalismo o sarebbe caduto nella rivoluzione.
Nel gennaio 1908 Roosevelt inviò un messaggio speciale al Congresso, chiedendo il ripristino della legge sulla responsabilità del datore di lavoro, che era stata recentemente cancellata dalla Corte Suprema a causa della sua applicazione alle società intrastatali. Chiedeva anche una legge nazionale sulle società (tutte le società avevano statuti statali, che variavano notevolmente da Stato a Stato), un'imposta federale sul reddito e un'imposta sulle successioni (entrambe destinate ai ricchi), limiti all'uso delle ingiunzioni del tribunale contro i sindacati durante gli scioperi (le ingiunzioni erano un'arma potente che per lo più aiutava le imprese), una giornata lavorativa di otto ore per i dipendenti federali, un sistema di risparmio postale (per fare concorrenza alle banche locali) e una legislazione che vietasse alle società di finanziare campagne politiche.
La posizione sempre più radicale di Roosevelt si dimostrò popolare nel Midwest e sulla costa del Pacifico, e tra agricoltori, insegnanti, ecclesiastici, impiegati e alcuni proprietari, ma apparve come controversa e non necessaria per i Repubblicani dell'Est, i dirigenti aziendali, gli avvocati, i lavoratori del partito e molti parlamentari al Congresso. Democratici populisti come William Jennings Bryan espressero ammirazione per il messaggio di Roosevelt, e un giornale del Sud chiese che Roosevelt si candidasse come Democratico nel 1908, con Bryan come suo compagno di corsa. Nonostante il sostegno pubblico offerto dai leader democratici del Congresso come John Sharp Williams, Roosevelt non prese mai seriamente in considerazione l'idea di lasciare il Partito Repubblicano durante la sua presidenza. Lo spostamento di Roosevelt a sinistra fu sostenuto da alcuni Repubblicani del Congresso e molti nell'opinione pubblica, ma i Repubblicani conservatori come il senatore Nelson Aldrich e il presidente Joseph Gurney Cannon mantennero la maggioranza al Congresso. Questi bloccarono gli aspetti più ambiziosi delle proposte di Roosevelt, anche se Roosevelt ottenne l'approvazione di una nuova legge sulla responsabilità dei datori di lavoro e di altre leggi, come la restrizione del lavoro minorile a Washington.

### Stati ammessi nell'Unione
Un nuovo stato, l'Oklahoma, fu ammesso nell'Unione mentre Roosevelt era in carica. Fu formato dal territorio indiano e dal territorio dell'Oklahoma e divenne il 46º Stato il 16 novembre 1907. Il Congresso aveva creato il "territorio indiano" dopo che diverse tribù di nativi americani erano state trasferite nell'area in seguito all'approvazione della legge sull'espulsione degli indiani del 1830, mentre il territorio dell'Oklahoma era stato creato nel 1890 da una parte del territorio indiano, consentendovi l'insediamento di coloni bianchi. I capi dei nativi americani nel territorio indiano cercarono di creare lo Stato di Sequoyah, ma i loro tentativi furono respinti dal Congresso. Su suggerimento di Roosevelt, il territorio indiano e il territorio dell'Oklahoma furono uniti per formare un solo Stato secondo un'apposita legge, che conteneva anche disposizioni che incoraggiavano il territorio del Nuovo Messico e il territorio dell'Arizona ad iniziare il processo per ottenere l'ammissione come Stati.

## Politica estera

### Diplomazia del grosso bastone
Roosevelt era bravo a coniare frasi che riassumevano in modo conciso le sue politiche. "Grosso bastone" (big stick) era il suo slogan per la sua dura politica estera: "Parla a bassa voce e porta con te un grosso bastone; andrai lontano". Roosevelt ha descritto il suo stile come "l'esercizio di una lungimiranza intelligente e di un'azione incisiva con sufficiente anticipo rispetto a qualsiasi probabile crisi". Come praticato da Roosevelt, la diplomazia del grosso bastone aveva cinque componenti. Innanzitutto era essenziale avere consistenti capacità militari che costringessero l'avversario a essere guardingo. A quel tempo ciò significava una marina di livello mondiale, mentre Roosevelt non ebbe mai un grande esercito di terra a sua disposizione. Le altre qualità erano agire con giustizia nei confronti delle altre nazioni, non fingere mai, colpire solo se preparati a colpire duramente, ed essere disposti a permettere all'avversario di salvare la faccia nella sconfitta.

### Politica da grande potenza
La vittoria nella guerra ispano-americana aveva reso gli Stati Uniti una potenza sia nell'Oceano Atlantico sia in quello Pacifico, e Roosevelt era determinato a continuare l'espansione dell'influenza statunitense. Conseguentemente, affermò nel 1905: "Siamo diventati una grande nazione, costretta dalla visibilità della sua grandezza a interagire con le altre nazioni del mondo, e dobbiamo comportarci come un popolo con tali responsabilità". Roosevelt credeva che gli Stati Uniti avessero il dovere di mantenere un equilibrio di potere nelle relazioni internazionali e cercare di ridurre le tensioni tra le grandi potenze. Fu anche irremovibile nel sostegno della dottrina Monroe, la politica di opposizione al colonialismo europeo nell'emisfero occidentale. Roosevelt considerava l'Impero tedesco come la più grande minaccia potenziale per gli Stati Uniti e temeva che i tedeschi avrebbero tentato di stabilire una base nel Mar dei Caraibi. Con questo timore, Roosevelt perseguì relazioni più strette con la Gran Bretagna, rivale della Germania, e rispose con scetticismo ai tentativi del Kaiser Guglielmo II di ingraziarsi gli Stati Uniti. Roosevelt tentò anche di espandere l'influenza degli Stati Uniti nell'Asia orientale e nel Pacifico, dove l'Impero del Giappone e l'Impero russo esercitavano una notevole influenza. Un aspetto importante della strategia di Roosevelt in Asia orientale era la politica della porta aperta, che richiedeva di mantenere la Cina aperta al commercio con tutti i paesi.
Un importante punto di svolta nello stabilire il ruolo degli Stati Uniti negli affari europei fu la crisi marocchina del 1905-1906. Francia e Gran Bretagna avevano concordato che la Francia avrebbe dominato il Marocco, ma la Germania improvvisamente protestò in modo aggressivo, rinnegando la diplomazia tranquilla caratteristica del Kaiser Guglielmo. Berlino chiese a Roosevelt di fungere da intermediario; egli contribuì a organizzare una conferenza multinazionale ad Algeciras, in Marocco, dove la crisi fu risolta. Roosevelt avvertì gli europei che in futuro gli Stati Uniti avrebbero probabilmente evitato qualsiasi coinvolgimento in Europa, anche come mediatore, e i ministri degli Esteri europei lo tennero presente, cessando di considerare gli Stati Uniti come possibile fattore negli equilibri di potere europei.

### Conseguenze della guerra ispano-americana

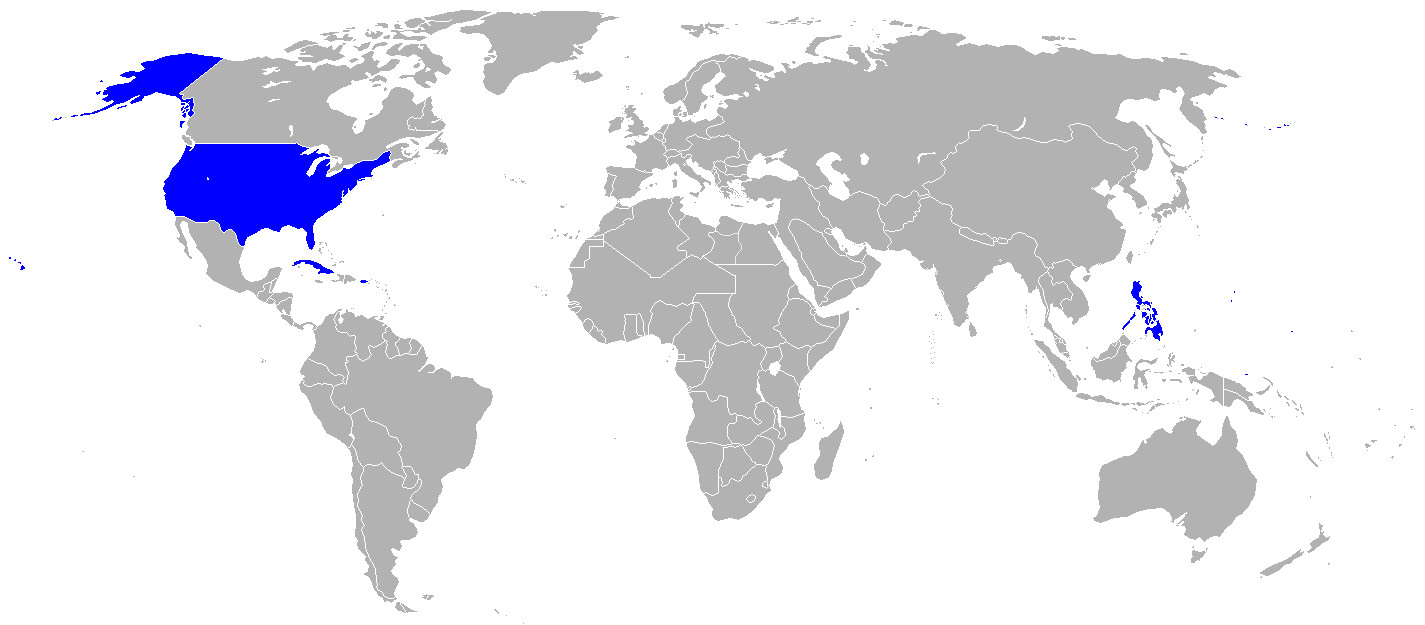
Gli Stati Uniti e i loro possedimenti coloniali quando Roosevelt entrò in carica

#### Filippine
Roosevelt ereditò un paese dilaniato dal dibattito sui territori acquisiti nella guerra ispano-americana. Roosevelt credeva che Cuba dovesse ottenere rapidamente l'indipendenza e che Porto Rico dovesse rimanere un possesso semi-autonomo secondo i termini della legge Foraker. Voleva che le forze statunitensi rimanessero nelle Filippine per stabilire un governo stabile e democratico, anche di fronte all'insurrezione guidata da Emilio Aguinaldo. Roosevelt temeva che un rapido ritiro degli Stati Uniti avrebbe portato all'instabilità nelle Filippine o all'intervento di una grande potenza come la Germania o il Giappone.
L'insurrezione filippina sostanzialmente si concluse con la cattura di Miguel Malvar nel 1902. Nelle remote aree meridionali, i musulmani Moro resistettero al dominio statunitense dando vita a un conflitto noto come ribellione Moro, ma altrove gli insorti finirono con l'accettarlo. Roosevelt continuò la politica di McKinley di espellere i frati cattolici (con un risarcimento al Papa), ammodernare le infrastrutture, introdurre programmi di salute pubblica e lanciare un programma di modernizzazione economica e sociale. L'entusiasmo mostrato nel 1898-99 per le colonie si placò e Roosevelt vide le isole come "il nostro tallone d'Achille". Disse a Taft nel 1907: "Sarei felice di vedere le isole rese indipendenti, forse con una sorta di garanzia internazionale per il mantenimento dell'ordine, o con qualche avvertimento da parte nostra che se non avessero mantenuto l'ordine avremmo dovuto intervenire ancora." A quel punto il presidente e i suoi consiglieri di politica estera tralasciarono le questioni asiatiche per concentrarsi sull'America Latina, e Roosevelt cambiò la strategia nelle Filippine, preparando le isole a diventare la prima colonia occidentale in Asia a raggiungere l'autogoverno. Sebbene la maggior parte dei capi filippini fosse favorevole all'indipendenza, alcuni gruppi minoritari, in particolare i cinesi che controllavano gran parte dell'economia locale, volevano rimanere sotto il dominio degli Stati Uniti a tempo indeterminato.
Le Filippine erano un obiettivo importante per i riformatori progressisti. Un rapporto al segretario alla Guerra Taft fornì una sintesi di ciò che l'amministrazione civile degli Stati Uniti aveva ottenuto. Comprendeva, oltre alla rapida costruzione di un sistema scolastico pubblico basato sull'insegnamento dell'inglese: "banchine in acciaio e cemento nel porto di Manila recentemente rinnovato; dragaggio del fiume Pásig; razionalizzazione del governo insulare; contabilità accurata e intelligibile; la costruzione di una rete di comunicazioni telegrafiche e via cavo; la costituzione di una Cassa di Risparmio Postale; costruzione di ponti e strade su larga scala; polizia imparziale e non corrotta; ingegneria civile ben finanziata; la conservazione dell'antica architettura spagnola; grandi parchi pubblici; una procedura di gara per il diritto di costruire ferrovie; legge sulle imprese; e una sorveglianza costiera e geologica".

#### Cuba
Mentre le Filippine sarebbero rimaste sotto il controllo degli Stati Uniti fino al 1946, Cuba ottenne l'indipendenza nel 1902. L'emendamento Platt, approvato durante l'ultimo anno di mandato di McKinley, rese Cuba un protettorato de facto degli Stati Uniti. Roosevelt ottenne l'approvazione del Congresso per un accordo di reciprocità con Cuba nel dicembre 1902, riducendo così i dazi tra i due paesi. Nel 1906 scoppiò un'insurrezione contro il presidente cubano Tomás Estrada Palma a causa di presunte frodi elettorali da parte sua. Sia Estrada Palma sia i suoi avversari liberali chiesero un intervento degli Stati Uniti, ma Roosevelt era riluttante. Quando Estrada Palma e il suo governo si dimisero, il segretario alla Guerra Taft dichiarò che gli Stati Uniti sarebbero intervenuti secondo i termini dell'emendamento Platt, dando inizio alla seconda occupazione di Cuba. Le forze statunitensi ripristinarono la pace nell'isola e l'occupazione cessò poco prima della fine della presidenza di Roosevelt.

#### Porto Rico
Porto Rico aveva avuto un'importanza secondaria durante la guerra ispano-americana, ma ne guadagnò a causa della sua posizione strategica nel Mar dei Caraibi. L'isola forniva una base navale ideale per la difesa del Canale di Panama e fungeva anche da collegamento economico e politico con il resto dell'America Latina. Gli atteggiamenti razzisti prevalenti negli Stati Uniti rendevano improbabile che Porto Rico fosse accettato come Stato federato, quindi gli Stati Uniti ne definirono un nuovo status politico. La legge Foraker e le successive sentenze della Corte suprema stabilirono Porto Rico come il primo territorio non "incorporato", cioè senza istituzioni proprie riconosciute, il che significa che la Costituzione degli Stati Uniti non si applica completamente a Porto Rico. Sebbene gli Stati Uniti imposero dazi sulla maggior parte delle importazioni da Porto Rico, intervennero anche con investimenti nelle infrastrutture e nel sistema educativo dell'isola. Il sentimento nazionalista è rimasto forte sull'isola e i portoricani hanno continuato a parlare principalmente spagnolo anziché inglese.

### Riforme militari

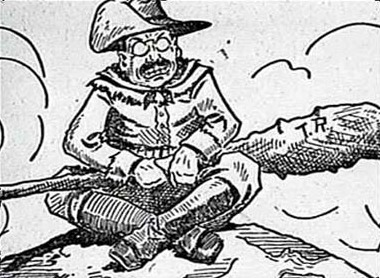
Vignetta del 1904 sulla politica del "grosso bastone" di Roosevelt nei Caraibi

Roosevelt pose l'accento sull'espansione e sulla riforma delle truppe degli Stati Uniti. L'esercito degli Stati Uniti, con 39.000 uomini nel 1890, era l'esercito più piccolo e meno potente di qualsiasi grande potenza alla fine del XIX secolo. Come paragone, l'esercito francese era composto da 542.000 soldati. La guerra ispano-americana era stata combattuta principalmente da volontari temporanei e unità delle guardie nazionali statali, e dimostrò che era necessario un controllo più efficace sul dipartimento della Guerra. Roosevelt diede un forte sostegno alle riforme proposte dal segretario della Guerra Elihu Root, che volle un capo del personale militare come direttore generale e uno stato maggiore in stile europeo per la pianificazione. Superando l'opposizione del generale Nelson A. Miles, comandante generale dell'esercito statunitense, Root riuscì ad ampliare l'accademia di West Point e a creare lo US Army War College e lo stato maggiore. Root cambiò anche le procedure per le promozioni, organizzò scuole per i rami speciali del servizio militare, ideò il principio della rotazione degli ufficiali tra incarichi organizzativi e operativi e rafforzò i legami dell'Esercito con la Guardia Nazionale.
Al suo insediamento, Roosevelt fece dell'espansione della marina una priorità e il suo mandato vide un aumento del numero di navi, ufficiali e marinai arruolati. Con la pubblicazione di The Influence of Sea Power on History, 1660–1783 nel 1890, il capitano Alfred Thayer Mahan fu immediatamente considerato un eccezionale teorico navale dai leader europei. Roosevelt prestò molta attenzione alla tesi di Mahan secondo cui solo una nazione con una potente flotta poteva dominare gli oceani del mondo, esercitare la sua diplomazia al meglio e difendere i propri confini. Nel 1904 gli Stati Uniti avevano la quinta marina più grande del mondo e nel 1907 la terza. Roosevelt inviò quella che definì la "Grande Flotta Bianca" in tutto il mondo nel 1908-1909 per assicurarsi che tutte le potenze navali capissero che gli Stati Uniti erano diventati un attore importante. Sebbene la flotta di Roosevelt fosse nel complesso inferiore alla flotta britannica, divenne la forza navale dominante nell'emisfero occidentale.

### Riavvicinamento con la Gran Bretagna

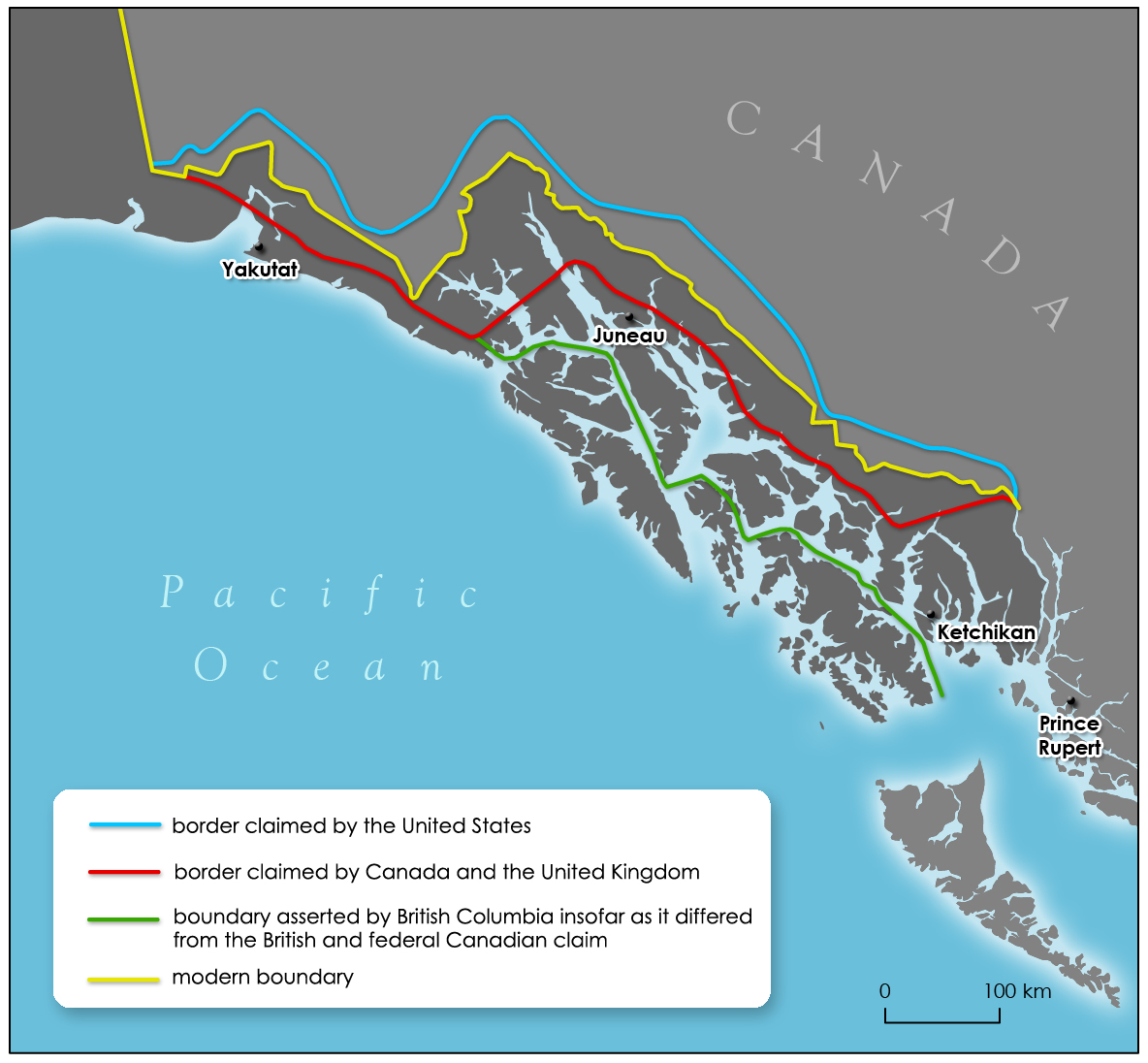
Varie dispute nel sud-est dell'Alaska prima dell'arbitrato nel 1903.

Il "grande riavvicinamento" tra Gran Bretagna e Stati Uniti era iniziato con il sostegno britannico degli Stati Uniti durante la guerra ispano-americana, e continuò mentre la Gran Bretagna ritirava la sua flotta dai Caraibi per concentrarsi sulla crescente minaccia navale tedesca. Roosevelt cercò di mantenere stretti rapporti con la Gran Bretagna al fine di garantire un'egemonia pacifica e condivisa sull'emisfero occidentale. Con l'accettazione britannica della dottrina Monroe e l'accettazione americana del controllo britannico del Canada, rimasero solo due potenziali problemi principali tra gli Stati Uniti e la Gran Bretagna: la disputa sui confini dell'Alaska e la costruzione di un canale attraverso l'America centrale. Sotto McKinley, il segretario di Stato Hay aveva negoziato il trattato Hay-Pauncefote, in cui gli inglesi acconsentirono alla costruzione del canale da parte degli Stati Uniti. Roosevelt ottenne la ratifica del trattato da parte del Senato nel dicembre 1901.
Il confine tra Alaska e Canada era diventato un problema alla fine degli anni 1890 a causa della corsa all'oro del Klondike, poiché i cercatori d'oro americani e canadesi nello Yukon e in Alaska erano in competizione. Un accordo riguardo al confine tra Alaska e Canada era stato raggiunto dalla Gran Bretagna e dalla Russia nel trattato di San Pietroburgo del 1825, e gli Stati Uniti avevano accettato rivendicazioni russe sulla regione attraverso l'acquisto dell'Alaska del 1867. Gli Stati Uniti sostenevano che il trattato avesse conferito all'Alaska la sovranità sui territori contesi che includevano le città della corsa all'oro di Dyea e Skagway. La crisi del Venezuela minacciò brevemente di interrompere i negoziati pacifici oltre il confine, ma le azioni concilianti degli inglesi durante la crisi contribuirono a disinnescare la minaccia di più ampie ostilità. Nel gennaio 1903 gli Stati Uniti e la Gran Bretagna si accordarono con il trattato Hay-Herbert, che avrebbe autorizzato un tribunale di sei membri, composto da delegati statunitensi, britannici e canadesi, a stabilire il confine tra l'Alaska e il Canada. Con l'aiuto del senatore Henry Cabot Lodge, Roosevelt ottenne il consenso del Senato al trattato Hay-Herbert nel febbraio 1903. Il tribunale era composto da tre delegati statunitensi, due delegati canadesi e Lord Alverstone, l'unico delegato della Gran Bretagna. Alverstone fu d'accordo con i tre delegati degli Stati Uniti nell'accettare la maggior parte delle richieste statunitensi e il tribunale annunciò la sua decisione nell'ottobre 1903. L'esito del tribunale rafforzò le relazioni tra gli Stati Uniti e la Gran Bretagna, mentre molti canadesi rimasero indignati dalla decisione del tribunale.

### Crisi venezuelana e corollario Roosevelt
Nel dicembre 1902 un blocco anglo-tedesco del Venezuela iniziò un incidente noto come crisi venezuelana. La causa del blocco era il mancato pagamento da parte del Venezuela di debiti verso gli europei. Entrambe le potenze assicurarono agli Stati Uniti che non erano interessati a conquistare il Venezuela, e Roosevelt simpatizzò con i creditori europei, ma temette che la Germania avrebbe chiesto come indennizzo una parte di territorio del Venezuela. Roosevelt e Hay temevano che anche un'occupazione temporanea potesse portare a una presenza militare tedesca permanente nell'emisfero occidentale. Quando iniziò il blocco, Roosevelt mobilizzò la flotta statunitense sotto il comando dell'ammiraglio George Dewey. Roosevelt minacciò di distruggere la flotta tedesca a meno che i tedeschi non accettassero un arbitrato riguardante il debito venezuelano, e la Germania scelse l'arbitrato piuttosto che la guerra. Attraverso l'arbitrato statunitense, il Venezuela raggiunse un accordo con la Germania e la Gran Bretagna nel febbraio 1903.

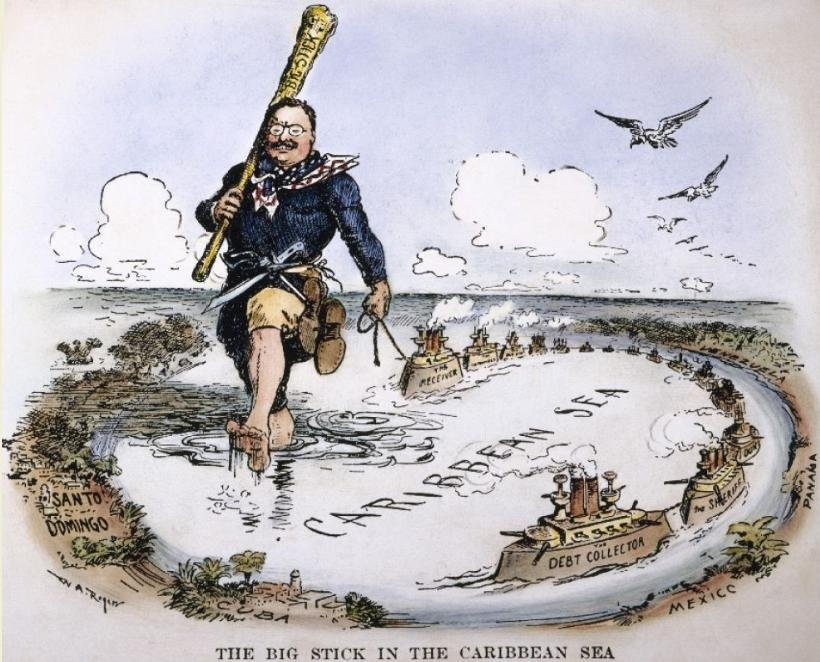
Roosevelt usò la sua marina per dominare i Caraibi; vignetta del 1904 di William Allen Rogers

Sebbene Roosevelt non tollerasse le ambizioni territoriali europee in America Latina, credeva anche che i paesi latinoamericani dovessero pagare i debiti verso i creditori europei. Alla fine del 1904 Roosevelt annunciò il suo "corollario Roosevelt" alla dottrina Monroe, che affermava che gli Stati Uniti sarebbero intervenuti nelle finanze dei paesi instabili dei Caraibi e dell'America centrale in caso di inadempienza nei confronti dei creditori europei e, in effetti, avrebbero garantito i loro debiti, e quindi le potenze europee non erano tenute a intervenire direttamente per riscuotere i debiti non pagati. La dichiarazione di Roosevelt era intesa soprattutto come un monito alla Germania, ed ebbe il risultato di promuovere la pace nella regione, poiché i tedeschi decisero di non intervenire direttamente in Venezuela e in altri paesi.
Una crisi nella Repubblica Dominicana fu il primo banco di prova per il corollario Roosevelt. Profondamente indebitata, la nazione faticava a ripagare i suoi creditori europei. Temendo un altro intervento da parte di Germania e Gran Bretagna, Roosevelt raggiunse un accordo con il presidente dominicano Carlos Felipe Morales per prendere il controllo temporaneo dell'economia dominicana, proprio come gli Stati Uniti avevano fatto su base permanente a Porto Rico. Gli Stati Uniti presero il controllo della dogana dominicana, fecero arrivare economisti come Jacob Hollander per ristrutturare l'economia e assicurarono un flusso costante di entrate ai creditori esteri della Repubblica Dominicana. L'intervento stabilizzò la situazione politica ed economica nella Repubblica Dominicana e il ruolo degli Stati Uniti nell'isola sarebbe servito da modello per la "diplomazia del dollaro" di Taft negli anni successivi alla presidenza Roosevelt.

### Canale di Panama

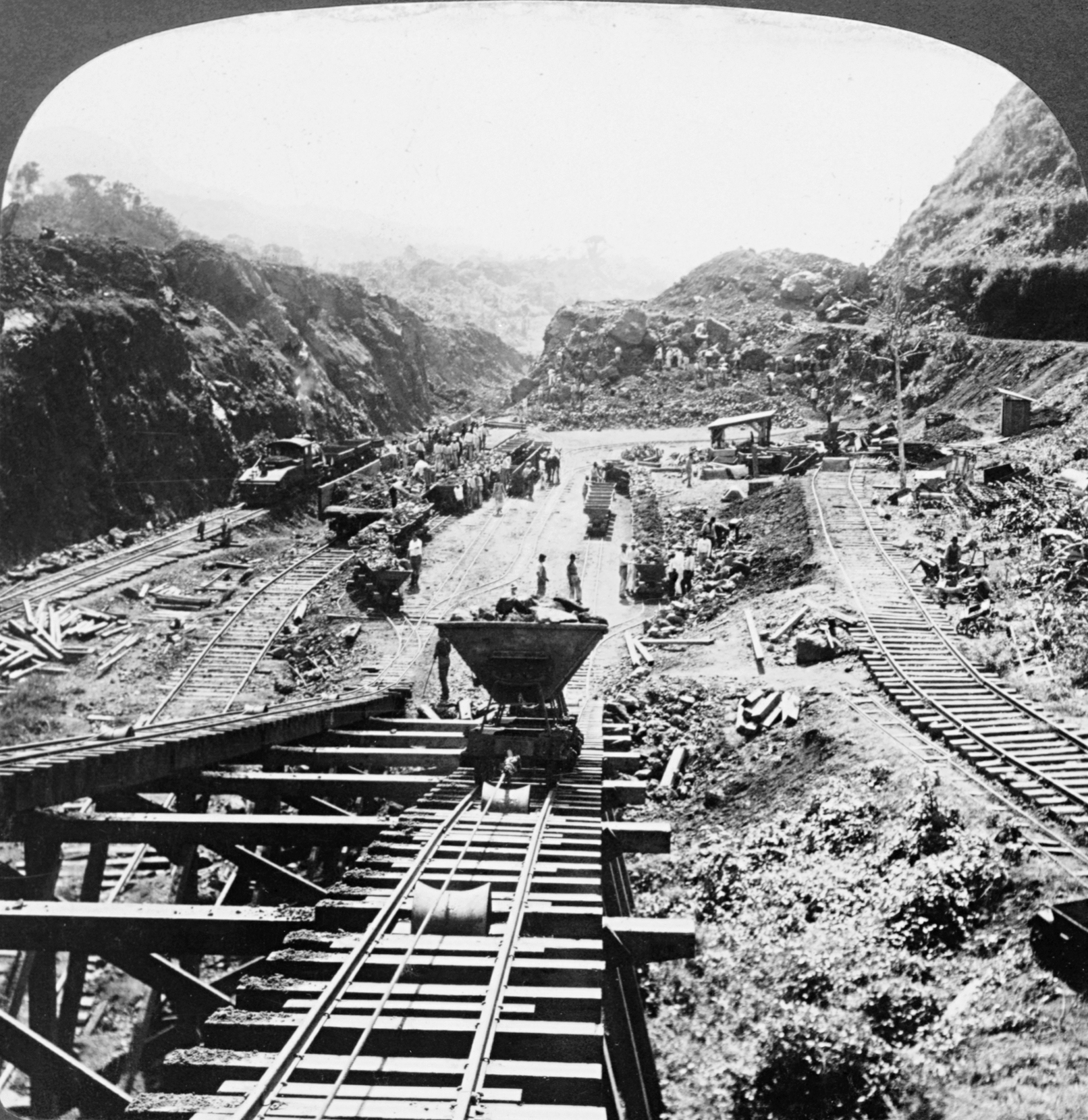
Roosevelt considerava il Canale di Panama come uno dei suoi più grandi successi

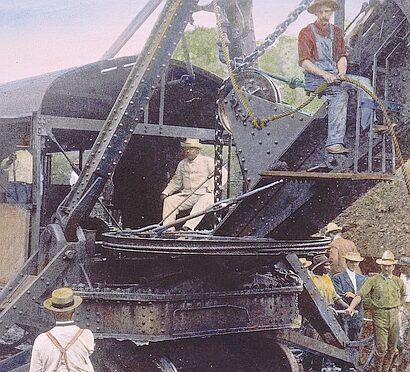
Roosevelt ai comandi di una escavatrice a vapore per il Canale di Panama, 1906

Roosevelt voleva la creazione di un canale attraverso l'America centrale che collegasse l'Oceano Atlantico e l'Oceano Pacifico. La maggior parte dei parlamentari del Congresso preferiva che il canale attraversasse il Nicaragua, che era ansioso di raggiungere un accordo, ma Roosevelt preferiva l'istmo di Panama, controllato dalla Colombia. La Colombia era stata travolta da una guerra civile dal 1898 e un precedente tentativo di costruire un canale attraverso Panama era fallito sotto la guida di Ferdinand de Lesseps. Una commissione presidenziale nominata da McKinley aveva raccomandato la costruzione del canale attraverso il Nicaragua, rimarcando al tempo stesso che un canale attraverso l'istmo di Panama avrebbe potuto rivelarsi meno costoso e più rapidamente costruito. Roosevelt e la maggior parte dei suoi consiglieri erano favorevoli al Canale di Panama, poiché credevano che la guerra con una potenza europea, in primis la Germania, potesse presto scoppiare a causa della dottrina Monroe e la flotta statunitense sarebbe rimasta divisa tra i due oceani fino al completamento del canale. Dopo un lungo dibattito, il Congresso approvò la legge Spooner del 1902, che stanziò 170 milioni di dollari per costruire il canale di Panama; di conseguenza, l'amministrazione Roosevelt avviò negoziati con il governo colombiano.
Gli Stati Uniti e la Colombia firmarono il trattato Hay-Herrán nel gennaio 1903, concedendo agli Stati Uniti un contratto di affitto della zona nell'istmo di Panama. Il Senato colombiano bocciò la ratifica del trattato, votando emendamenti che chiedevano più soldi dagli Stati Uniti e un maggiore controllo colombiano sulla zona del canale. I capi dei ribelli panamensi, da tempo desiderosi di staccarsi dalla Colombia, fecero appello agli Stati Uniti per ottenere aiuti militari. Roosevelt vedeva il leader della Colombia, José Manuel Marroquín, come un autocrate corrotto e irresponsabile, e credeva che i colombiani avessero agito in malafede prima approvando e poi non ratificando il trattato. Quando un'insurrezione scoppiò a Panama, Roosevelt inviò la USS Nashville per impedire al governo colombiano di far sbarcare soldati a Panama, e la Colombia non fu in grado di ristabilire il controllo sulla provincia. Poco dopo che Panama dichiarò la sua indipendenza nel novembre 1903, gli Stati Uniti la riconobbe come nazione indipendente e iniziarono i negoziati per la costruzione del canale. Secondo il biografo di Roosevelt Edmund Morris, la maggior parte delle altre nazioni latinoamericane accolse con favore la prospettiva del nuovo canale nella speranza di una maggiore attività economica, ma gli antimperialisti negli Stati Uniti si scagliarono contro gli aiuti di Roosevelt ai separatisti panamensi.
Il segretario di Stato Hay e il diplomatico francese Philippe-Jean Bunau-Varilla, che rappresentava il governo panamense, negoziarono rapidamente il trattato Hay-Bunau Varilla. Firmato il 18 novembre 1903, istituì la zona del Canale di Panama, sulla quale gli Stati Uniti avrebbero esercitato la sovranità, e assicurò la costruzione di un canale navale dall'Atlantico al Pacifico attraverso l'istmo di Panama. Panama vendette la zona del canale (costituita dal canale e da un'area che si estende sostanzialmente per 5 miglia (8,0 km) da ciascun lato della linea centrale) agli Stati Uniti per 10 milioni di dollari e una somma annuale in costante aumento. Nel febbraio 1904 Roosevelt ottenne la ratifica del trattato da parte del Senato con un voto 66 contro 14. La Commissione del canale dell'istmo, sotto la supervisione del segretario alla Guerra Taft, fu istituita per governare la zona e supervisionare la costruzione del canale. Roosevelt nominò George Whitefield Davis come primo governatore della zona del canale di Panama e John Findley Wallace come ingegnere capo del progetto del canale. Quando Wallace si dimise nel 1905, Roosevelt nominò John Frank Stevens, che costruì una ferrovia nella zona del canale e iniziò la costruzione di un canale a chiuse. Stevens fu sostituito nel 1907 da George Washington Goethals, che guidò la costruzione fino al suo completamento. Roosevelt si recò a Panama nel novembre 1906 per ispezionare i progressi sul canale, diventando il primo presidente in carica a viaggiare al di fuori degli Stati Uniti.

### Asia orientale

#### Guerra russo-giapponese
La Russia aveva occupato la regione cinese della Manciuria all'indomani della ribellione dei Boxer del 1900, e sia gli Stati Uniti, sia il Giappone sia la Gran Bretagna erano alla ricerca di un modo per porre fine a questa presenza militare russa nella regione. La Russia dapprima annunciò di ritirare le sue forze nel 1902, ma ritrattò e anzi cercò di espandere la sua influenza in Manciuria a scapito delle altre potenze. Roosevelt non era propenso a all'utilizzo dell'esercito statunitense per intervenire in una regione così remota, ma il Giappone si preparava alla guerra contro la Russia al fine di cacciarla dalla Manciuria. Quando scoppiò la guerra russo-giapponese nel febbraio 1904, Roosevelt parteggiava per i giapponesi ma cercò di agire come mediatore nel conflitto. Sperava di sostenere la politica della porta aperta in Cina e impedire a entrambi i paesi di emergere come potenza dominante nell'Asia orientale. Durante il 1904 il conflitto si protrasse incerto, ma i giapponesi ottennero un vantaggio decisivo dopo aver conquistato la base navale russa a Port Arthur nel gennaio 1905. A metà del 1905 Roosevelt convinse le parti a incontrarsi in una conferenza di pace negli Stati Uniti, a Portsmouth (New Hampshire), a partire dal 5 agosto. La sua persistente ed efficace mediazione portò alla firma del trattato di Portsmouth il 5 settembre, ponendo fine alla guerra. Per i suoi sforzi, Roosevelt fu insignito del premio Nobel per la pace 1906. Il trattato di Portsmouth portò al ritiro delle truppe russe dalla Manciuria e diede al Giappone il controllo della Corea e della metà meridionale dell'isola di Sachalin.

#### Relazioni con il Giappone
L'annessione statunitense delle Hawaii nel 1898 fu stimolata in parte dal timore che altrimenti il Giappone avrebbe dominato la Repubblica hawaiana, lo stesso scenario che portò alla conquista delle Filippine nel 1900. Questi eventi facevano parte dell'obiettivo degli Stati Uniti diventare una potenza mondiale navale, ma era necessario trovare un modo per evitare uno scontro militare nel Pacifico con il Giappone. Una delle massime priorità di Theodore Roosevelt durante la sua presidenza e anche in seguito, fu il mantenimento di relazioni amichevoli con il Giappone.
Alla fine del XIX secolo, la creazione di piantagioni di zucchero nel Regno delle Hawaii portò all'immigrazione di un gran numero di famiglie giapponesi. Arrivarono circa 124.000 lavoratori giapponesi, distribuiti in più di cinquanta piantagioni di zucchero. Da Cina, Filippine, Portogallo e altri paesi ne arrivarono altri 300.000. Quando le Hawaii entrarono a far parte degli Stati Uniti nel 1898, i giapponesi erano l'etnia più numerosa della popolazione di allora, rimanendo tale anche dopo che l'immigrazione dal Giappone sostanzialmente si arrestò nel 1907.
Il presidente Roosevelt si assicurò che ci fosse una strategia per difendere le isole da una possibile aggressione giapponese, specialmente nel 1907 quando le tensioni erano alte. Nel giugno 1907 incontrò i capi di esercito e marina per decidere una serie di operazioni da effettuare nelle Filippine, tra cui rifornimenti di carbone, razioni militari, armi e munizioni. Ulteriori tensioni tra i due paesi erano causate dal razzismo mostrato contro i giapponesi americani che vivevano in California.
Roosevelt vedeva il Giappone come la potenza emergente in Asia, in termini di forza militare e modernizzazione economica. Considerava la Corea come una nazione arretrata e non si oppose al tentativo del Giappone di ottenerne il controllo. Con il ritiro della legazione americana da Seul e il rifiuto del segretario di Stato di ricevere una missione di protesta coreana, il governo degli Stati Uniti mostrava che non sarebbe intervenuto militarmente per fermare la prevista presa di potere del Giappone in Corea. A metà del 1905 Taft e il primo ministro giapponese Katsura Tarō arrivarono all'accordo di Taft-Katsura. Non prevedeva niente di nuovo, ma entrambe le parti chiarì la propria posizione. Il Giappone dichiarava di non avere alcun interesse nelle Filippine, mentre gli Stati Uniti rispondevano di considerare la Corea parte della sfera di influenza giapponese.
Per quanto riguarda la Cina, le due nazioni cooperarono con le potenze europee nel reprimere la ribellione dei Boxer in Cina nel 1900, ma gli Stati Uniti erano sempre più preoccupati per la negazione del Giappone della politica della porta aperta che avrebbe assicurato che tutte le nazioni potessero fare affari con la Cina su base paritaria.
Il sentimento anti-giapponese negli Stati Uniti, specialmente sulla costa ovest, inasprì le relazioni all'inizio del XX secolo. Il presidente Theodore Roosevelt non voleva provocare l'ira del Giappone approvando una legge che vietasse l'immigrazione giapponese negli Stati Uniti, come era stato fatto per l'immigrazione cinese. Invece si arrivò a un accordo informale nel 1907 tra i ministri degli esteri Elihu Root e il giapponese Tadasu Hayashi. L'accordo diceva che il Giappone avrebbe fermato l'emigrazione di lavoratori giapponesi negli Stati Uniti o nelle Hawaii, e gli Stati Uniti garantivano che non ci sarebbe stata segregazione in California. Gli accordi rimasero in vigore fino al 1924, quando il Congresso proibì tutta l'immigrazione dal Giappone, una mossa che in effetti provocò l'ira del Giappone.
Charles Neu conclude che le politiche di Roosevelt sono state un successo:

### Conferenza di Algeciras
Nel 1906, su richiesta del Kaiser Guglielmo II, Roosevelt convinse la Francia a partecipare alla conferenza di Algeciras, nel tentativo di risolvere la prima crisi marocchina. Dopo aver firmato l'entente cordiale con la Gran Bretagna, la Francia aveva cercato di affermare il proprio dominio sul Marocco e una crisi era iniziata quando la Germania aveva protestato. Chiedendo a Roosevelt di convocare una conferenza internazionale sul Marocco, Guglielmo II voleva mettere alla prova la nuova alleanza franco-britannica, frenare l'espansione francese e potenzialmente coinvolgere gli Stati Uniti in un'alleanza contro Francia e Gran Bretagna. Il senatore Augustus Octavius Bacon presentò una risoluzione contraria al coinvolgimento degli Stati Uniti negli affari europei, ma il segretario di Stato Root e gli alleati dell'amministrazione come il senatore Lodge contribuirono a sconfiggere la risoluzione di Bacon. La conferenza si tenne nella città di Algeciras, in Spagna, e parteciparono 13 nazioni. La questione chiave era il controllo delle forze di polizia nelle città marocchine e la Germania, con una debole delegazione diplomatica, si trovava in una netta minoranza. Nella speranza di evitare un'espansione del potere tedesco in Nordafrica, Roosevelt appoggiò segretamente la Francia e collaborò strettamente con l'ambasciatore francese. Un accordo tra le potenze, raggiunto il 7 aprile 1906, ridusse leggermente l'influenza francese riaffermando l'indipendenza del Sultano del Marocco e l'indipendenza economica e la libertà di operazioni di tutte le potenze europee all'interno del paese. La Germania non ottenne nulla di importante, ma fu rabbonita e smise di minacciare una guerra.

## Elezioni

### Elezioni del 1904

Risultati delle elezioni presidenziali del 1904

Prima e durante la sua presidenza, Roosevelt costruì un forte seguito all'interno del Partito Repubblicano, ma la sua rinomina nel 1904 era tutt'altro che certa alla fine del 1901. Molti vedevano favorito il senatore Mark Hanna, confidente dell'ex presidente McKinley. Il sostegno per Hanna era particolarmente forte tra gli uomini d'affari conservatori che si opponevano a molte delle politiche di Roosevelt, sebbene Hanna non avesse la sua organizzazione nazionale, e anche nel suo stato d'origine avesse l'opposizione dell'influente senatore Joseph Foraker. Hanna e un altro importante leader del partito, Matthew Quay della Pennsylvania, morirono entrambi nel 1904. Altri potenziali rivali per la nomina presidenziale repubblicana del 1904, tra cui Leslie Shaw e Charles W. Fairbanks, non riuscirono a creare abbastanza sostegno intorno alle loro candidature. Alla Convenzione nazionale repubblicana del 1904 Roosevelt conseguì la propria nomina, ma il suo favorito per la candidatura a vicepresidente, Robert R. Hitt, non ottenne la nomina, che andò al senatore Fairbanks, appoggiato dai conservatori.
Il candidato alla presidenza del Partito Democratico nel 1904 fu Alton B. Parker, il giudice capo della Corte d'appello di New York. I leader democratici speravano che Parker, le cui posizioni politiche erano sostanzialmente sconosciute, sarebbe stato in grado di unire i seguaci populisti di William Jennings Bryan con i sostenitori conservatori dell'ex presidente Grover Cleveland. Parker non riuscì nell'intento e molti democratici sostennero Roosevelt. I Democratici accusarono il comitato elettorale repubblicano di estorcere ingenti finanziamenti dalle grandi aziende, ma queste accuse ebbero scarso impatto sulle elezioni. Mentre Parker spostava il suo partito in una direzione conservatrice, i repubblicani raccolsero consensi tra i progressisti e i centristi. A Roosevelt andò il 56% del voto popolare, e a Parker il 38%; Roosevelt ottenne 336 grandi elettori contro 140 al collegio elettorale. Con la vittoria, Roosevelt divenne il primo presidente ad essere eletto a un mandato completo dopo essere arrivato alla presidenza come vice di un presidente morto in carica. Il suo margine di voto popolare del 18,8% fu il più grande margine nella storia degli Stati Uniti fino alle elezioni presidenziali del 1920. La notte delle elezioni, quando divenne chiaro che aveva vinto in maniera schiacciante, Roosevelt si impegnò a non candidarsi per un terzo mandato.

### Elezioni del 1908 e transizione

Il repubblicano William Howard Taft sconfisse il democratico William Jennings Bryan nelle elezioni del 1908

Roosevelt aveva sentimenti contrastanti riguardo al terzo mandato, poiché gli piaceva essere presidente ed era ancora relativamente giovane, ma riteneva che un numero limitato di mandati fornisse un freno alla dittatura. Alla fine Roosevelt decise di mantenere la sua promessa del 1904 di non candidarsi per un terzo mandato, e di appoggiare apertamente un successore per evitare una potenziale fuga dei propri sostenitori. Il preferito da Roosevelt era il segretario di Stato Elihu Root, ma la cattiva salute di Root lo rendeva inadatto. Il governatore di New York Charles Evans Hughes si profilava come un candidato potenzialmente forte e condivideva il progressismo di Roosevelt, ma a Roosevelt non piaceva e lo considerava troppo indipendente. Invece, Roosevelt scelse il suo segretario alla Guerra, William Howard Taft, che aveva ricoperto con successo vari incarichi sotto i presidenti Harrison, McKinley e Roosevelt. Roosevelt e Taft erano amici dal 1890 e Taft aveva costantemente sostenuto le politiche del presidente Roosevelt. Molti conservatori volevano però riprendere la guida del partito dal progressista Roosevelt. Il senatore Joseph Foraker, che come Taft era dell'Ohio, emerse rapidamente come il principale candidato conservatore. Tuttavia, Taft sconfisse il tentativo di Foraker di conquistare il controllo del Partito Repubblicano dell'Ohio ed arrivò alla Convention come il principale favorito, davanti a Foraker, Hughes e al senatore Philander Knox.
Alla Convention repubblicana del 1908 si sentirono cori intonare "quattro anni in più", per una ricandidatura di Roosevelt, ma Taft vinse la nomina dopo che l'amico intimo di Roosevelt, Henry Cabot Lodge, chiarì che il presidente in carica non era interessato a un terzo mandato. Nel discorso di accettazione della nomina, Taft promise di continuare le politiche di Roosevelt, ma con il progredire della campagna elettorale ridusse al minimo la sua dipendenza da Roosevelt e non chiese al presidente di fare pubblicamente campagna per lui. I Democratici nominarono William Jennings Bryan, che era stato il candidato presidenziale del partito nel 1896 e 1900. Bryan, un democratico populista con grande fama di ottimo oratore, pensava che Taft fosse un candidato debole e sperava che la gente si sarebbe stancata delle presidenze repubblicane, che il paese aveva sperimentato dalle elezioni del 1896. I programmi elettorali dei due partiti differivano poco: entrambi chiedevano azioni antitrust, regole per le ferrovie e nei rapporti sindacali e una revisione dei dazi. Con l'avvicinarsi del giorno delle elezioni, divenne chiaro che Taft avrebbe potuto contare su tutti gli elettori repubblicani e avrebbe ottenuto un'ampia vittoria su Bryan, che non era riuscito a trovare una questione vincente su cui fare campagna. Taft vinse con 321 dei 483 voti elettorali e il 51,6% dei voti popolari. I Repubblicani mantennero anche il controllo di entrambe le camere del Congresso. Roosevelt considerava la vittoria del suo successore scelto come una conferma delle sue politiche e della sua presidenza. Quando lasciò l'incarico, Roosevelt era da molti considerato come il presidente più potente e influente dai tempi di Abraham Lincoln. Roosevelt non fu contento della decisione di Taft di confermare solo pochi ministri del suo governo, ma continuò a sostenere il suo successore per tutto il periodo di transizione.

## Giudizio storico

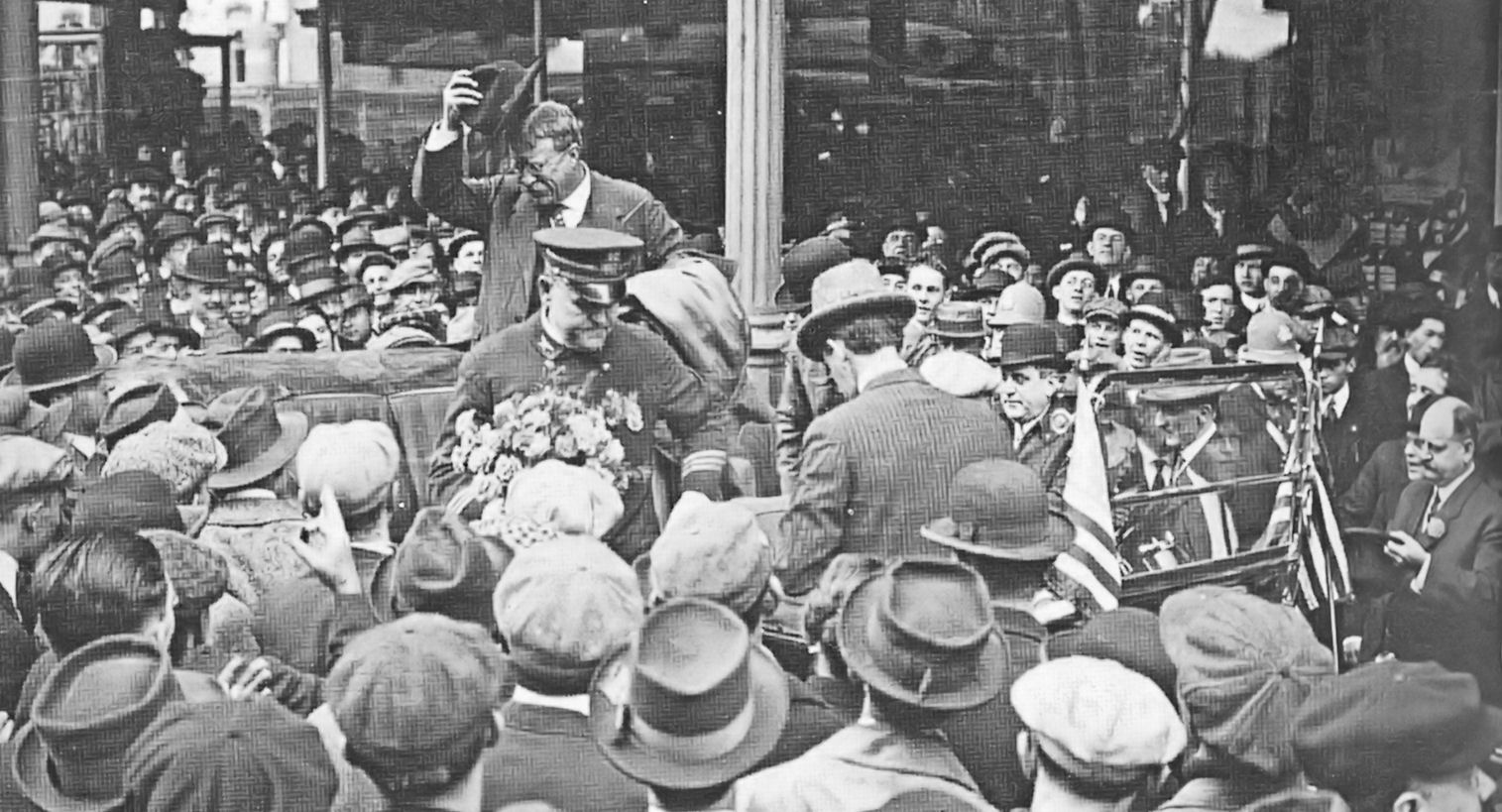
Roosevelt in Pennsylvania il 26 ottobre 1914

Roosevelt era popolare quando lasciò l'incarico e rimase una figura di spicco a livello mondiale fino alla sua morte nel 1919. I suoi contemporanei consideravano la sua presidenza influente; l'ex senatore William E. Chandler scrisse nel gennaio 1909 che Roosevelt "cambiò il corso della politica americana. Non potremo mai tornare dove eravamo sotto Hanna ". Dopo la sua morte, Roosevelt fu oscurato da altre figure, ma l'interesse degli storici e del pubblico americano per Roosevelt aumentò dopo la seconda guerra mondiale. Il libro del 1954 dello storico John Morton Blum , The Republican Roosevelt, avanzò la tesi che Roosevelt fosse stato il primo presidente veramente moderno, e molti storici hanno sostenuto che la presidenza di Roosevelt servì da modello per i presidenti successivi.
Lo storico Lewis L. Gould riassume il punto di vista consensuale degli storici, affermando che Roosevelt era "un dirigente forte ed efficace le cui politiche prefiguravano lo stato sociale ". Gould scrive anche, "se Roosevelt non meritò di essere considerato un presidente di primo livello, ottenne di essere inserito in quella categoria ambigua di 'quasi grande', conferitagli nei sondaggi che gli storici effettuano tra di loro." Un sondaggio del 2018 dell'American Political Science Association pose Roosevelt al quarto posto come più grande presidente della storia, dopo George Washington, Abraham Lincoln e Franklin D. Roosevelt.
Roosevelt è un eroe per i progressisti moderni (i liberal negli Stati Uniti) per le sue proposte nel 1907-1912 che anticipavano il moderno stato sociale dell'era del New Deal e inserivano l'ambiente tra le priorità nazionali. I conservatori ammirano la sua politica estera e il suo impegno nei confronti dei valori militari. Dalton dice: "Oggi è presentato come l'architetto della presidenza moderna, come un leader mondiale che rimodellò coraggiosamente la carica per soddisfare le esigenze del nuovo secolo e ridefinì il ruolo degli Stati Uniti nel mondo". Tuttavia, la Nuova Sinistra lo ha criticato per il suo approccio interventista e imperialista alle nazioni che considerava "incivili". I conservatori rigettano la sua visione dello stato sociale e l'enfasi sulla superiorità del governo sull'azione privata.

### Opere citate
- H. W. Brands, TR: The Last Romantic, Basic Books, 1997, ISBN 978-0-465-06958-3, OCLC 36954615..
- John W. Chambers, Responses of the Presidents to Charges of Misconduct, Delacorte Press, 1974,  pp. 207-237, ISBN 0-440-05923-2.
- G Wallace Chessman, Governor Theodore Roosevelt: The Albany Apprenticeship, 1898–1900, 1965, ISBN 9780674732933.
- Kathleen Dalton, Theodore Roosevelt: A Strenuous Life, 2002, ISBN 0-679-76733-9..
- Lewis L. Gould, Grand Old Party: A History of the Republicans, Random House, 2003, ISBN 0-375-50741-8.
- Lewis L. Gould, The Presidency of Theodore Roosevelt, 2nd, 2011, ISBN 978-0700617746.
- Greem, Michael J. By More Than Providence: Grand Strategy and American Power in the Asia Pacific Since 1783 (2019), pp 78–113.
- George Herring, From Colony to Superpower: U.S. Foreign Relations Since 1776, Oxford University Press, 2008, ISBN 978-0195078220.
- Michael McGerr, The Rise and Fall of the Progressive Movement in America, Simon & Schuster, 2003, ISBN 0-684-85975-0.
- Nathan Miller, Theodore Roosevelt: A Life, William Morrow & Co, 1992, ISBN 978-0688132200.
- Edmund Morris, Theodore Rex, Random House, 2001, ISBN 978-0394555096.
- Charles E. Neu, An Uncertain Friendship: Theodore Roosevelt and Japan, 1906–1909, 1967.